# Karl Schneider (Fußballspieler, 1895)
Karl Schneider (* 13. Januar 1895; † unbekannt) war ein deutscher Fußballspieler.

## Karriere

Die Victoria – Wanderpokal für den Deutschen Fußballmeister von 1903 bis 1944 – gewann der Hamburger SV erstmals 1923 und 1928 erneut.

Er spielte für den Karlsruher FV (1915–1916) und kam während der Runde 1918/19 zu Hamburg 88, einem Vorgängerverein des Hamburger SV. „Kalle“ Schneider gewann als Aktiver der Kriegsspielgemeinschaft Victoria/HSV 88 die norddeutsche Meisterschaft 1919. Mit dem HSV nahm Karl Schneider von 1920 bis 1924 jeweils an den Endrunden um die deutsche Meisterschaft teil. In den vier Jahren erzielte er sechs Treffer in zehn Endrundenspielen. In der Saison 1921/22 kam es zum Endspiel um die deutsche Meisterschaft zwischen dem Hamburger SV und dem 1. FC Nürnberg. Nach zwei unentschiedenen Spielen – am 18. Juni wurde das erste Finalspiel nach 189 Minuten beim Stand von 2:2 wegen Dunkelheit abgebrochen; das Wiederholungsspiel am 6. August wurde beim Stand von 1:1 nach 105 Minuten beendet, da der „Club“ nur noch sieben Spieler auf dem Platz hatte –, wurde nach Protest, Revisionsentscheidung und dem Verzicht des HSV auf dem Bundestag im November in Jena, kein Meister des Jahres 1922 bestimmt. Ein Jahr darauf, in der Endrunde 1922/23, holten die Norddeutschen regulär den Titel. Das Endspiel gegen Union Oberschönweide endete 3:0 für den Hamburger SV. Karl Schneider erzielte den Treffer zum 3:0-Endstand und machte damit die Meisterschaft für den HSV perfekt. In den Pflichtspielen der Runde 1922/23 – Meister der Hamburger Kreisliga; Norddeutscher Meister gegen Holstein Kiel; Deutscher Meister – hatte „Kalle“ Schneider an der Seite der Angriffskollegen Walter Kolzen, Ludwig Breuel, Otto Harder und Hans Rave in insgesamt 20 Spielen 26 Tore erzielt. Er hatte die Rolle des linken Halbstürmers inne.
Im folgenden Spieljahr, 1923/24, wurden die Titel in Hamburg und Norddeutschland verteidigt und erneut in das Finale um die deutsche Meisterschaft eingezogen. Da setzte sich aber der 1. FC Nürnberg am 8. Juni 1924 mit einem 2:0-Erfolg gegen den Titelverteidiger durch. Schneider spielte noch bis zur Saison 1925/26 für die „Rautenträger“ in der Ligamannschaft, ehe er ab 1926/27 in der HSV-Reserve die Stiefel schnürte.